# Weirouge
Weirouge ist der Name einer Sorte des Kulturapfels (Malus domestica). Sie ist identisch mit der vom russischen Pomologen Mitschurin 1915 gezüchteten Sorte Roter Mond.
Der europäische Sortenschutz für Weirouge wurde vor längerer Zeit zurückgezogen, nachdem der renommierte deutsche Pomologe Hans-Joachim Bannier den zeitweiligen Sortenschutz-Inhaber auf die Identität aufmerksam machte. Der Ursprungsbaum von Weirouge steht in Osnabrück (siehe Züchtung).
Die Sorte zeichnet sich durch ihre rote Schale und ihr vollständig rotes Fruchtfleisch aus. Die intensive Rotfärbung wird durch einen ungewöhnlich hohen Gehalt an Anthocyanen verursacht. Das Fruchtfleisch bleibt auch nach der Verarbeitung rot und auch der Saft dieser Sorte ist rot. Aufgrund des geringen Zucker- und hohen Säuregehalts ist er als Tafelapfel ungeeignet. Neben den Früchten weisen auch die Blüten und Blätter sowie die Rinde eine charakteristische Rotfärbung auf.
Die Früchte reifen etwa ab Ende August.
Die Sorte ist sehr robust gegen Krankheiten, wie etwa Apfelschorf. Jedoch werden besonders die Früchte von Mehltau befallen.

## Züchtung

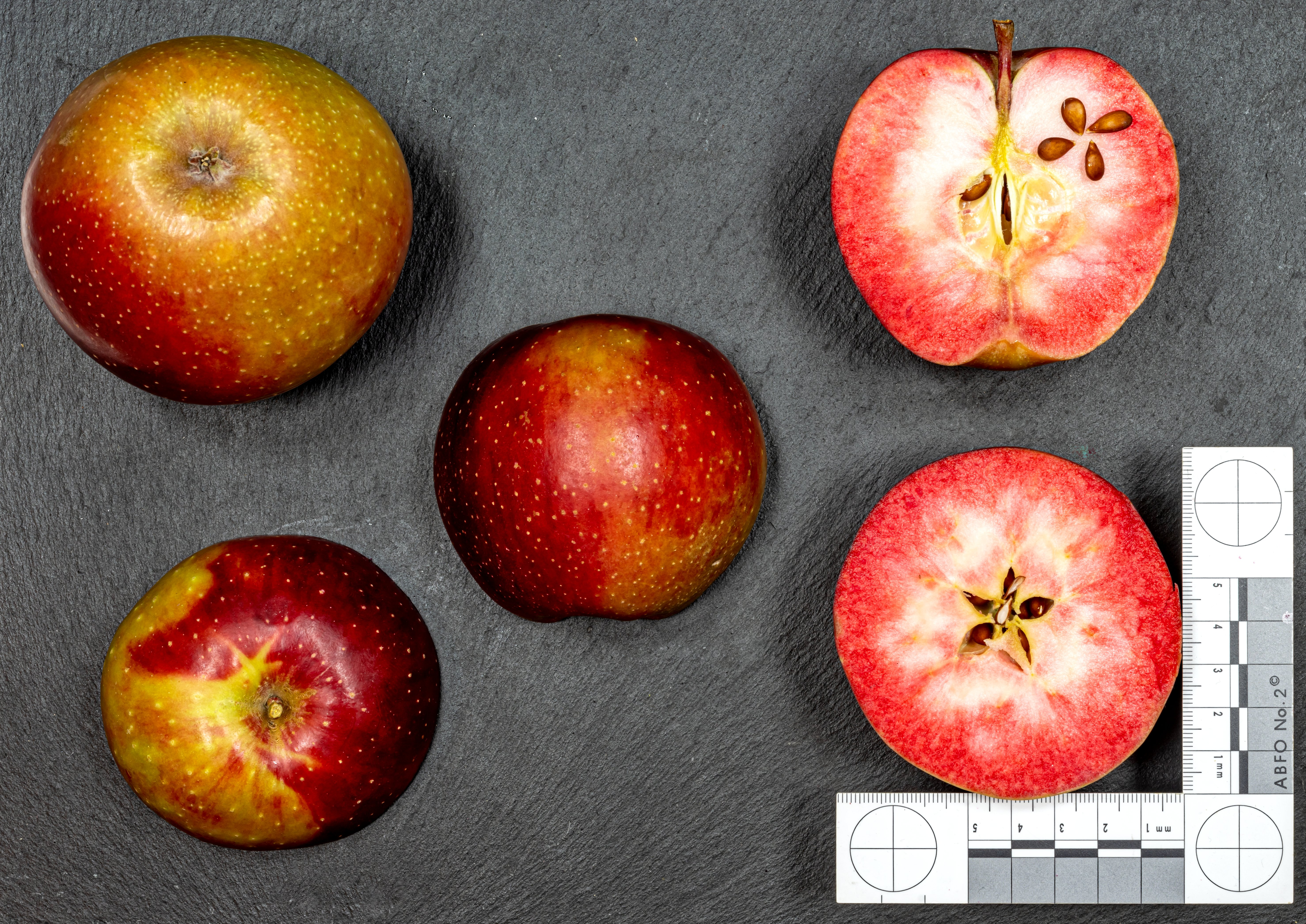
Baya Marisa

Die Ursprungspflanze steht in Osnabrück-Hellern. Gepflanzt wurde sie als wurzelechter Sämling von Heinrich Wiepking. Ein Kollege hatte Reiser mit Genehmigung von Wiepking geschnitten und nach Weihenstephan mitgenommen. Der Sämling wurde aus Kernen gezogen, die ein deutscher Soldat von der Front aus dem Kaukasus an seinen Professor nach Berlin schickte. Man war damals an winterhartem Obst interessiert. Von der TU Berlin zog das Bäumchen nach Hannover, wo Wiepking an der TU lehrte. Von dort kam es nach Osnabrück.
Dem Bayerischen Obstzentrum in Hallbergmoos gelang inzwischen eine Kreuzung aus Weirouge und einem Zuchtklon, die auch zum Verzehr geeignet ist. Diese Sorte trägt den Namen Baya Marisa. Wie bei Weirouge ist Baya Marisa durch das rote Fruchtfleisch markant. Baya Marisa ist mit seiner Fruchtsäure und der ab Ende August ausgebildeten Süße bestens zum Verzehr geeignet. Die Süße eines Boskoop wird aber definitiv nicht erreicht. Als Apfel für Obstkuchen ist er bestens geeignet. Baya-Marisa-Bäume sind in den ersten 5–7 Jahren recht ertraglos. Die Blüte besticht durch ein intensives Rot.